# Chonchi
Chonchi este un oraș cu 12.572 locuitori (2002) din regiunea Los Lagos, Chile.